# Neuroleon (Neuroleon) pauliani
Neuroleon (Neuroleon) pauliani is een insect uit de familie van de mierenleeuwen (Myrmeleontidae), die tot de orde netvleugeligen (Neuroptera) behoort. 
Neuroleon (Neuroleon) pauliani is voor het eerst wetenschappelijk beschreven door Auber in 1957.